# تفجيرات جاكرتا 2009
تفجيرات جاكرتا 2009 هي سلسلة من أربع تفجيرات تم اثنان في فندقي ماريوت وريتزكارلتون في جاكرتا بإندونيسيا بالتوقيت المحلي 7:47 مساء في 17 يوليو 2009، فصل بين وقوع الانفجارين 5 دقائق. أسفر التفجيران عن مقتل 11 شخصًا، منهم 4 أجانب. من بين الأجانب، تم تأكيد هوية ضحايا من نيوزلندا وأستراليا. أصيب أكثر من 52 آخرين جراء الانفجارين. من الظاهر أن التفجيرين كانا من صنيع انتحاريين، ويرجح أنهم هربوا المتفجرات إلى الفندقين على أنهم ضيوف مقيمين منذ عدة أيام. بالإضافة إلى التفجيرين السابقين، وقع تفجير ثالث في شمال مدينة جاكرتا إثر انفجار سيارة، وانفجار رابع عند بوابة الخط السريع شمال جاكرتا، وأعلنت الشرطة الإندونيسية عن أنها عثرت على قنبلة أخرى في فندق ماريوت. يشتبه في أن الجماعة الإسلامية في جنوب شرق آسيا ضالعة في التفجيرات.
تعديل:- حسب موقع مفكرة الإسلام اسفر الهجوم عن مقتل 15.

## خلفية
منذ تفجيرات بالي 2002، التي راح ضحيتها 200 شخص. سعت الحكومة الإندونيسية سعيًا حثيثًا لتفكيك بؤر الإرهاب، فسن قانون جديد في 2003 لمكافحة الإرهاب. تم تنفيذ تفجيرات بالي من قبل الجماعة الإسلامية، وهي جماعة مرتبطة بتنظيم القاعدة، تهدف إلى توحيد إندونيسيا وماليزيا وجنوب الفلبين في شكل دولة إسلامية.
وقعت تفجيرات 2009 بعد تسعة أيام من الانتخابات الرئاسية. بعض المحللين ربطوا بين التفجيرات والسياسات الانتخابية. ركزت قوات الشرطة تحقيقاتها على الجماعة الإسلامية ومنشقاتها، وجماعات إسلامية أخرى.

## تسلسل الأحداث
وقع التفجير في فندق ماريوت أولًا، ثم لحقه التفجير في فندق ريتزكارلتون بعد حوالي خمس دقائق. تحركت الشرطة لإغلاق المنطقة المحيطة. وفي المساء بالتوقيت المحلي، تم العثور على قنبلة لم تنفجر بعد في الغرفة 1808 بفندق ماريوت، مع معدات لصناعة المتفجرات.

## ردود فعل عالمية
- الأمم المتحدة: أعرب الأمين العام للأمم المتحدة بان كي مون عن إدانته للتفجيرات، وبعث تعازيه إلى أسر الضحايا، وبتمنياته للمصابين بالشفاء العاجل، وكما أعرب عن تضامنه مع حكومة وشعب إندونيسيا. وقالت المتحدثة باسم الأمم المتحدة ميشيل مونتاس: «لقد أقر السيد بان بالجهود الدؤوبة التي بذلتها الحكومة الإندونيسية من قبل في جلب مرتكبي أعمال عنف في الماضي للمثول أمام العدالة. وأعرب عن ثقته في أنه سيجري التحقيق في الهجمات الجديدة، بعزم مماثل، وأن مرتكبيها سيقدمون للمحاكمة».[3]
- منظمة التعاون الإسلامي: أعرب الأمين العام للمنظمة أكمل الدين إحسان أوغلي عن تنديده الشديد للتفجيرات، عبر الأمين العام عن «استيائه وامتعاضه تجاه هذه السلسلة العبثية من التفجيرات والقتل»، مؤكدًا أنها «تتنافى مع القيم السمحاء للإسلام»، مشددًا على ضرورة أن تقوم السلطات بتحديد هوية مقترفي هذه الأعمال الوحشية وتقديمهم إلى العدالة.[4]
- جامعة الدول العربية: أعربت عن استيائها وإدانتها الشديدين للأحداث الإرهابية التي وقعت في جاكرتا، ووجهت الأمانة العامة للجامعة تعازيها ومواساتها لأسر الضحايا، وأكدت أن «هذه الأعمال الإرهابية تتنافى مع تعاليم الدين الإسلامي السمحة ومع القيم الإنسانية والأخلاقية والدينية كافة».[5]
- الاتحاد الأوروبي: دان التفجيرات، وعبرت الحكومة السويدية التي تتولى رئاسة الاتحاد في دورته الحالية في بيان عن «تعاطفها العميق وتعازيها لأسر ضحايا الاعتداء الوحشي»، وصرحت بالقول «نحن نقف بتعاطف وتضامن مع الحكومة الإندونيسية والشعب الإندونيسي في أصعب الأوقات التي يواجهانها». وقال خافير سولانا المسئول الأعلى للسياسة الخارجية في الاتحاد الأوروبي: «أنا مذهول جدًا لأن تكون إندونيسيا مرة جديدة ضحية للإرهاب وأدين بشدة الهجومين الذين وقعا صباح اليوم في جاكرتا وأوقعا ضحايا بريئة إضافة إلى إصابة آخرين».[6]
- أستراليا: دانت أستراليا التفجيرات ودعت رعاياها إلى تجنب السفر إلى إندونيسيا، ووصف رئيس الوزراء الأسترالي كيفين رود التفجيرات بأنها «عمل وحشي وهمجي»، وأضاف القول: «أي هجوم على أصدقائنا في إندونيسيا هو هجوم على دول الجوار جميعًا».
- الولايات المتحدة: أدان الرئيس الأمريكي باراك أوباما التفجيرات، وقال في بيان له: «إن الشعب الأميركي يقف بجانب نظيره الإندونيسي في هذه الأوقات الصعبة، والولايات المتحدة مستعدة لمساعدة الحكومة الإندونيسية في مواجهة هذه الهجمات الشائنة والتعافي منها»، وقال أيضًا: «هذه الهجمات أوضحت أن المتطرفين ما زالوا ملتزمين بقتل الرجال والنساء والأطفال الأبرياء من كل الأديان في كل البلاد».[2]
- ألمانيا: شدد وزير الخارجية الألماني فرانك فالتر شتاينماير على ضرورة القبض على الجناة والمدبرين لهذه الهجمات وتقديمهم للعدالة، وأكد المتحدث باسم الحكومة الألمانية أولريش فيلهيلم أن «مثل هذه الهجمات تقوي من عزيمة المجتمع الدولي في مكافحة الدولي دون تراخ».[7]
- فرنسا: أدانت فرنسا الاعتداء، وعبرت - في بيان صادر عن وزارة الخارجية - عن تعازيها لأسر وأقارب الضحايا، وكذلك تضامنها الكامل مع السلطات الإندونيسية، ودعمها للجهود التي تبذلها الحكومة الإندونيسية لتحقيق الاستقرار في البلاد.[7]
- مصر: أكد المتحدث باسم وزارة الخارجية المصرية حسام زكي تكاتف مصر مع إندونيسيا في مواجهة عناصر الإرهاب مبدية استعدادها في نفس الوقت لتقديم المساعدات في هذا الشأن.[8]
- سوريا: أدانت الحكومة السورية التفجيرات، وجاء في بيان رسمي أذاعته وكالة الأنباء السورية سانا، وأضاف البيان «إذ تعرب عن تضامنها مع جمهورية إندونيسيا الصديقة وشعبها، تقدم تعازيها لذوي الضحايا الأبرياء وتؤكد على دعم كل جهد يبذل من اجل مكافحة الإرهاب الدولي».[9]
- قرر فريق مانشستر يونايتد إلغاء رحلته إلى إندونيسيا التي قررت ضمن جولته الآسيوية، وجاء في بيان للفريق «بعد الانفجارين الذين وقعا في جاكرتا أبلغ المسؤولون في مانشستر يونايتد الاتحاد الإندونيسي لكرة القدم أن النادي لن يتمكن من خوض المباراة المقررة في جاكرتا ضمن جولته الآسيوية للعام 2009».[10]